# Нойзеенланд
Лайпцигер-Нойзенланд (нем. Leipziger Neuseenland) — антропогенный ландшафт, расположенный к югу от немецкого города Лейпциг в федеральной земле Саксония. Возник в результате открытой добычи бурого угля в 1930—1990 годах и последовавшей рекультивации карьеров.

## История
Попытки добычи угля к югу от Лейпцига предпринимались ещё в середине XVII века. Однако первый открытый карьер появился в этих местах в 1900 году. Во времена ГДР угольная промышленность вышла на новый уровень. Восточная Германия не имела больше доступа к западногерманским и силезским месторождениям угля. Уголь был важнейшим топливом для ГДР. Появились новые карьеры. Общая площадь карьеров составляла 18000 га. Глубина некоторых карьеров достигала 100 м. Состояние окружающей среды региона было плачевным, воздух в Лейпциге и окрестностях был самым грязным в Европе. Угольная промышленность разрушала регион, некоторые деревни перестали существовать, десятки тысяч людей были переселены в другие места.

## Рекультивация
Ещё во времена ГДР появились первые карьерные озёра. Впервые в этих местах затопили карьер в 1954 году. В 90-х годах XX века эта тенденция получила развитие. После объединения Германии упал спрос на уголь. Работа на многих карьерах прекратилась. Встал вопрос, что делать с угольным наследством. В рамках рекультивации в этом регионе на месте бывших открытых карьеров возникли и продолжают возникать новые водоёмы, которые планируется соединить между собой каналами. Общая площадь водной поверхности Нойзеенланда должна составить 70 квадратных километров. Стоимость проекта рекультивации на данный момент составляет 3,5 миллиарда евро.
Промышленный регион превратился в туристический. На берегах озёр уже сейчас появились пляжи, кафе, рестораны, инфраструктура для водных видов спорта, парк развлечений «Белантис», Технический парк-музей, посвящённый горнодобывающей промышленности.

## Летние Олимпийские игры 2012
Лейпциг являлся городом-кандидатом на проведение летних Олимпийских игр 2012. Планировалось, что в Нойзеенланде будут проводиться соревнования по академической гребле, гребному слалому, пляжному волейболу и некоторым другим видам спорта.

## Озёра Нойзеенланда
| Название                          | Площадь | Окончание затопления | Использование                                              |
| --------------------------------- | ------- | -------------------- | ---------------------------------------------------------- |
| Витцнитцское водохранилище        | 236 га  | 1954                 | Водохранилище                                              |
| Водохранилище Борна               | 265 га  | 1980                 | Защита от паводков, защита окружающей среды, рыбоводство   |
| Кульквицское озеро                | 170 га  | 1987                 | Водные виды спорта                                         |
| Хартзе                            | 65 га   | 1995                 | Пляжи, гастрономия, кемпинг                                |
| Коспуденское озеро                | 436 га  | 2000                 | Водные виды спорта                                         |
| Вербенское озеро                  | 80 га   | 2000                 | Пляжи, район рыболовства                                   |
| Хазельбахское озеро               | 335 га  | 2002                 | Водные виды спорта, пляжи                                  |
| Боквицское озеро                  | 170 га  | 2005                 | Защита окружающей среды, пляжи                             |
| Маркклеебергское озеро            | 252 га  | 2006                 | Водные виды спорта                                         |
| Хайнское озеро                    | 387 га  | 2007                 | Водные виды спорта                                         |
| Гаубитцское озеро                 | 160 га  | 2007                 | Водные виды спорта                                         |
| Кансдорфское озеро                | 112 га  | 2007                 | Защита окружающей среды                                    |
| Штёрмтальское озеро               | 730 га  | 2011                 | Водные виды спорта, защита окружающей среды                |
| Шладицкое озеро                   | 220 га  | 2012                 | Водные виды спорта                                         |
| Цвенкаусское озеро                | 970 га  | 2014                 | Досуг и отдых, защита от паводков, защита окружающей среды |
| Озеро Домзенер — Domsener See     | 920 га  | 2046                 |                                                            |
| Перезер                           | 699 га  | 2051                 | Отдых в зелёной зоне                                       |
| Озеро Лукаер — Luckaer See        | 869 га  | 2060                 | Отдых в зелёной зоне                                       |
| Озеро Шверцауер — Schwerzauer See | 840 га  | 2060                 |                                                            |